# Studio Aperto
Studio Aperto è il telegiornale di Italia 1, a cura della redazione di TGcom24, in onda dal 16 gennaio 1991. È diretto da Andrea Pucci, coadiuvato da Monica Gasparini in qualità di vicedirettore.

## Storia

Fotogramma della sigla in uso dal 29 novembre 2021

### Antefatti
Durante il primo anno di trasmissioni, Italia 1 non disponeva di programmi informativi e/o di approfondimento, essendo una rete dedicata prevalentemente ad un pubblico giovane.
Con il passaggio di proprietà dell'emittente da Rusconi a Fininvest, si decise di dare alla rete un'impronta giornalistica. Fu così che, il 28 marzo 1983, nacque Italia 1 Flash, un notiziario quotidiano della durata di circa 10 minuti trasmesso alle 19:45 circa nella sola Lombardia, prodotto e condotto dai vari giornalisti della redazione de il Giornale.
Nel 1985 la redazione de il Giornale fu chiamata a realizzare per Italia 1 una trasmissione settimanale di approfondimento giornalistico: fu così che nell'ottobre 1985 nacque Controcorrente, programma trasmesso in seconda serata e condotto da Paolo Granzotto, Indro Montanelli e Mario Cervi. Il programma fu trasmesso fino a giugno 1987.
Nel 1987 il palinsesto di Italia 1 vide la cancellazione di tutti i programmi giornalistici, ritenuti inadatti per una rete giovanile.

### La nascita di Studio Aperto
Italia 1 rimase priva di programmi di informazione fino al 1991, anno in cui, con lo scoppio della prima guerra del Golfo, il direttore di Videonews Emilio Fede fu chiamato a dirigere un approfondimento giornalistico sulla guerra in Iraq. Nacque così Studio Aperto, che debuttò il 16 gennaio 1991 con un'edizione straordinaria alle 20:30 condotta dal direttore Emilio Fede, il quale scelse Vittorio Corona come vicedirettore. Durante l'edizione del giorno seguente, il 17 gennaio, Fede fu interrotto dalla voce di Silvia Kramar, corrispondente da New York per il Giornale in collegamento telefonico, che disse:
La frase, subito ripetuta da Fede, annunciò l'avvio dell'operazione Desert Storm, che segnava l'inizio della prima guerra del Golfo; Studio Aperto fu quindi in assoluto il primo telegiornale italiano a dare la notizia dell'attacco. La diretta proseguì ininterrotta e terminò alle 8:00 del mattino successivo: di là dal vetro era presente il regista Walter Maria Calarco.
Con il passare del tempo Studio Aperto si espanse molto, con l'aggiunta di due nuove edizioni (alle ore 14:00 e 0:10), diventando un telegiornale a tutti gli effetti.
Nel 1992, con la nomina di Emilio Fede a direttore del TG4, il vicedirettore Vittorio Corona cominciò a esercitare le funzioni di direttore, anche se formalmente la direzione era ancora affidata a Fede. Nel 1993, il direttore facente funzioni Corona fece cambiare stile e impostazione scenografica alla testata: siccome la linea editoriale di Italia 1 privilegiava la cultura giovanile, l'idea era quella di rendere il telegiornale più interattivo e più irriverente; il nuovo telegiornale, debuttato il 18 ottobre e comprendente due edizioni alle 12:30 e alle 19:30, avrebbe dovuto avere come primo ospite il giornalista Enzo Biagi, ma poche ore prima del debutto un comunicato Fininvest affermò l'indisponibilità di Biagi a essere presente e la presenza, al suo posto, del direttore de L'Indipendente Vittorio Feltri.
Nel 1993 la direzione passò a Paolo Liguori; subito dopo la sua nomina, Vittorio Corona si dimise dalla redazione, quindi Liguori scelse come suo vice Giuseppe Sottile. Sotto la direzione Liguori, il notiziario vide lo spostamento dell'edizione delle 12:30 alle 12:25, mentre quello delle 19:30 vide la presenza fissa in studio, assieme al conduttore, del direttore di Studio Aperto che intervistava personaggi pubblici del momento, come politici o giornalisti, collegati via telefono.
Dal 28 gennaio 1994, per circa una settimana, il notiziario venne trasmesso in diretta da Sarajevo, all'epoca sotto assedio; tale decisione venne resa nota dal presidente della Fininvest Silvio Berlusconi il 21 gennaio (5 giorni prima dell'annuncio del suo ingresso in politica).
Nel 2000, dopo il trasferimento di Liguori alla direzione di Videonews, la direzione passò a Mario Giordano.

Logo utilizzato dall'11 febbraio 2002 al 28 novembre 2021 (il colore blu, in precedenza nero, venne adottato dal 21 giugno 2011)

Sotto la direzione Giordano, che l'11 febbraio 2002 vide un rinnovamento grafico del notiziario, veniva dato maggior spazio alla cronaca nera (privilegiando i crimini più efferati in particolare di tipo familiare, uno su tutti il delitto di Cogne), meteorologica e mondana (in particolare il gossip e il mondo dello spettacolo). Durante questo periodo nacque Lucignolo, rotocalco dedicato al mondo dei giovani e della notte, vincitore anche di un Telegatto.
Dall'11 ottobre 2007 Giordano venne sostituito come direttore da Giorgio Mulè, affiancato da Anna Broggiato e Annalisa Spiezie in qualità di vicedirettrici. Sotto la direzione Mulè, Studio Aperto nel febbraio 2009 toccò per la prima volta nella sua storia il 20% di share medio.
Il 16 gennaio 2009, alle 12:25, venne trasmessa un'edizione speciale per celebrare i 18 anni dal debutto del notiziario, con la presenza in studio di Emilio Fede; l'edizione venne trasmessa in simulcast sul sito del TGcom.
Dal 1º settembre 2009 Mario Giordano tornò alla direzione, con Giovanni Toti condirettore; quest'ultimo, in seguito alla nomina di Giordano a direttore di NewsMediaset e poi di TGcom24, è passato dal 22 febbraio 2010 a dirigere la testata, con Anna Broggiato come vice. Sotto la direzione di Toti, nel giugno 2012 le redazioni di Studio Aperto e TG4 vengono unite nel vecchio open space del TG4.
Dal 21 giugno 2011, Studio Aperto va in onda nel formato 16:9. Per l'occasione viene rinnovato lo studio, presentando anche una nuova sigla e una nuova veste grafica il cui colore dominante diventa blu invece che nero.
Il 24 gennaio 2014 Toti si dimette in seguito al suo ingresso in politica con Forza Italia; viene sostituito, dal 27 gennaio successivo, dalla sua vice Anna Broggiato, prima donna a dirigere Studio Aperto. Da questa data le redazioni dei due TG, prima unificate, tornano a lavorare separatamente.
Dal 1º settembre 2016, con il trasferimento a Cologno Monzese, il TG rinnova il proprio studio.

### Inglobamento in NewsMediaset
Il 16 giugno 2019, nell'ambito di una riorganizzazione dell'informazione Mediaset, la redazione di Studio Aperto è stata assorbita da NewsMediaset, pertanto Studio Aperto cessa di esistere come testata autonoma, diventando un prodotto della redazione diretta da Andrea Pucci; Anna Broggiato, fino ad allora direttrice, assume la qualifica di condirettrice, con delega al telegiornale di Italia 1 e garante della differenziazione del giornale dagli altri prodotti di NewsMediaset.

### Redazione unificata a TGcom24
Dal 29 novembre 2021 Studio Aperto, insieme al TG4 e Sport Mediaset, è prodotto interamente dalla redazione della testata TGcom24, che a sua volta ha sostituito NewsMediaset, incorporandone anche i giornalisti e mantenendo Pucci come direttore e Liguori come direttore editoriale. Di conseguenza va in onda in alta definizione dallo studio 15, con un nuovo logo, una nuova sigla, un nuovo studio e una nuova grafica.
Dal 29 giugno al 27 luglio 2024 Studio Aperto, insieme al TG4 e Sport Mediaset, va in onda dallo studio 7 dello stesso centro di produzione, abbandonando temporaneamente, lo studio 15 a causa di una ristrutturazione.
Il 31 ottobre 2024 Anna Broggiato lascia la condirezione di Studio Aperto, venendo sostituita dal giorno successivo da Monica Gasparini.
A partire dall'8 maggio 2025 viene rinnovato lo studio, che si trasferisce nello studio 4 del CPTV di Cologno Monzese.

## Edizioni

### Attuali
- Edizione delle 12:25: in onda tutti i giorni con una durata di 30 minuti circa. Inizialmente trasmessa alle 14:00, l'edizione va in onda con quest'orario dal 27 giugno 1994. È una delle edizioni principali ed è seguita da Meteo.it. In coda all'edizione va in onda, ogni sabato, dal 1º febbraio 2020, la rubrica On Air, mentre dal lunedì al venerdì è trasmessa la rubrica culinaria Cotto e mangiato. Dal 2001 al 2013, quando Mediaset deteneva i diritti tv del Motomondiale, tale edizione veniva anticipata alle 11:55, subito dopo la diretta della gara di Moto3, con una durata di 15 minuti.
- Edizione delle 18:30: è l'edizione principale del telegiornale, in onda tutti i giorni con una durata di 25 minuti circa. Trasmessa inizialmente alle 19:30, va in onda con quest'orario dal 9 ottobre 1995[19]. Tutti i giorni, dal 3 settembre 2012 al 22 marzo 2020 e nuovamente dal 19 ottobre successivo, è seguita da Studio Aperto MAG. Durante la fase a gironi dei mondiali di calcio 2018, venne anticipata alle 16:20. Dal 21 ottobre 2019 è preceduta da Studio Aperto Live, una breve anteprima di 3 minuti alle 18:20 con le notizie che verranno trattate nell'edizione in onda subito dopo (tale anteprima nel 2021 era seguita dalle previsioni meteorologiche di Meteo.it, che in precedenza erano sempre andate in onda in coda all'edizione) Dal 13 agosto 2021, nei giorni in cui sono previste partite della Coppa Italia (di cui Mediaset ha acquisito i diritti per la trasmissione fino al 2024), l'edizione viene anticipata alle 17:30 con una durata di 20 minuti e Studio Aperto Live anticipa anch'essa la sua messa in onda (in questo caso alle 17:20). Dal 10 settembre 2006 al 18 maggio 2008, per favorire la trasmissione in diretta di Controcampo - Ultimo minuto a partire dalle 18:25, l'edizione è stata anticipata intorno alle 17:50.
- La Giornata: in onda ogni notte, a partire dall'8 settembre 1997, intorno alle 2:00 con una durata di 15 minuti circa. Ripropone i principali servizi sui fatti del giorno, suddivisi in sezioni (cronaca, politica, economia, dall'Italia, esteri, attualità, spettacolo, sport). L'edizione si compone dei servizi andati in onda nelle edizioni giornaliere del telegiornale.

### Non più in onda
- Edizione delle 14:00: andava in onda tutti i giorni alle 14:00 con una durata di 15 minuti. Presente sin dalla nascita del telegiornale, fu sostituita il 18 ottobre 1993 da quella delle 12:30, anticipata alle 12:25 a partire dal 27 giugno 1994 e aumentò la durata a 35 minuti.
- Edizione delle 20:30: andava in onda dal lunedì al sabato alle 20:30 con una durata di 15 minuti, dal 14 aprile[20] al 6 settembre 1997. L'8 settembre venne cancellata per lasciare spazio a Sarabanda e sostituita dall'edizione notturna La Giornata.
- La Domenica: andava in onda ogni domenica dal 26 giugno 2011 al 3 novembre 2019, alle 12:25 e alle 18:30, con una durata rispettivamente di 30 e 25 minuti. Rispetto a quelle in onda durante la settimana, queste edizioni erano caratterizzate dall'assenza di un sommario in favore di una copertina dedicata al fatto principale della settimana. Le conduttrici erano le stesse presenti nel corso della settimana.

## Rubriche

### Attuali
- Studio Aperto MAG: è la seconda parte dell'edizione delle 18:30, in onda tutti i giorni dalle 19:00 alle 19:25. Propone servizi dedicati ad argomenti più leggeri ed è seguita da meteo.it. Fino al 2018 era conosciuta come Studio Aperto - Seconda parte. Nel 2021 Mag non va in onda nei giorni in cui sono previste partite della Coppa Italia. Il giovedì è composto da Drive Up  MAG, spin-off della trasmissione Drive Up. È condotta a rotazione da Stefania Scordio, Maria Vittoria Corà, Giulia Ronchi, Elisa Triani.
- meteo.it: rubrica dedicata alle previsioni del tempo, che segue i notiziari delle ore 12:25 e delle ore 18:30, oltre ad andare in onda anche nell'intervallo tra prima e seconda parte dei film trasmessi dalla rete. È condotta a rotazione dagli esperti del Centro Epson Meteo, ossia Stefania Andriola, Ilaria Fratoni, Martina Hamdy, Serena Giacomin, Camilla Bianchini, Yevgeniya Kurlyand, Andrea Giuliacci.
- On Air: rubrica che va in onda in coda al TG delle 12:25, che tratta di appuntamenti di spettacolo, teatro e cinema. Dal 1º febbraio 2020 viene trasmessa di sabato.
- Studio Aperto Live: rubrica che precede l'edizione delle 18:30 con le notizie più importanti della giornata e con collegamenti in diretta.

### Cessate
- Borders: settimanale della seconda serata del sabato dedicata ai casi limite condotta da Stefania Cavallaro.
- Colpi di sole: rubrica di gossip andata in onda dal 16 gennaio 2006 al 21 dicembre 2007.
- Colpo di coda: rubrica dedicata agli animali andata in onda la domenica.
- Cotto e mangiato: rubrica culinaria in onda dal lunedì al venerdì alle 12:50, condotta da Tessa Gelisio. Dal 2008 al 2011 è stata condotta da Benedetta Parodi.
- Cotto e mangiato - Il menù: rubrica di cucina condotta da Tessa Gelisio in onda a giorni variabili alle 12:00 con ricette, giovani chef e invitati speciali. Fino al 2018 si chiamava Cotto e mangiato - Il menù del giorno.
- Diario Italiano: breve rubrica quotidiana dedicata ai candidati delle elezioni politiche del 2006, Romano Prodi e Silvio Berlusconi.
- Dossier: rubrica trasmessa ogni sabato in prima serata, dal 9 febbraio al 9 marzo 1991, che presentava un film legato ad un tema d'attualità.
- I Libri di Studio Aperto: rubrica letteraria in onda il sabato e la domenica all'interno dell'edizione serale del tg.
- Extremamente: rubrica dedicata al mondo del mistero curata da Sabrina Pieragostini, andata in onda il venerdì all'interno della seconda parte dell'edizione delle 18:30 fino al 23 giugno 2017.
- Fatti e misfatti: rotocalco di argomento politico condotto dall'allora direttore Paolo Liguori. È tornata in onda dal 2015 su TGcom24 con lo stesso conduttore.
- Giro del mondo in 80 secondi: riassunto dei principali fatti accaduti all'estero.
- Il meglio dei video: rubrica della seconda parte del TG che proponeva i video più bizzarri e divertenti trovati su Internet. Andava in onda alle 17:45 su TGcom24 e alle 19:10 a Studio Aperto ed era curata dalla redazione di NewsMediaset.
- In action: rubrica del mercoledì dedicata a sport estremi, condotta da Denise Dellagiacoma, andata in onda all'interno della seconda parte dell'edizione delle 18:30
- In rete: rubrica che si occupava dei messaggi postati dai personaggi famosi sui social network e di pettegolezzi in generale, andata in onda il martedì e il giovedì nel Mag.
- Inviato dal futuro: rubrica di Vito Di Bari sulle nuove tecnologie andata in onda la domenica.
- Inviato speciale: rubrica d'attualità trasmessa il sabato in seconda serata, dal 27 settembre 1997 al 30 maggio 1998.
- Jekyll - La vera faccia della tv: condotta da Gianluca Nicoletti, è andata in onda al mattino fino al 2010, prima del TG delle 12:25.
- Jobs Fact: rubrica in onda saltuariamente in Studio Aperto MAG, dedicata ai giovani che, in periodo di crisi economica, riescono a inventare una professione.
- L'alieno: rotocalco a sfondo politico condotto dall'allora direttore Mario Giordano. È andata in onda dal 2003 al 2004.
- L'arte della scrittura (già I segreti della scrittura): rubrica dedicata alla grafologia condotta dall'esperta Candida Livatino e da Chiara Pagnoni, che andava in onda ogni domenica in coda all'edizione delle 12:25.
- L'intervista: rubrica dove venivano intervistate persone famose.
- Live: condotto da Gabriella Simoni (Monica Gasparini o Sabrina Pieragostini in occasione di alcuni speciali). Era curata da Gabriella Simoni e Stefania Cavallaro.
- Lucignolo: rotocalco settimanale, voluto nel 2003 dal direttore Mario Giordano, in cui si parla di argomenti come la trasgressione, l'esagerazione, il "mondo della notte" e quello della cosiddetta "bella vita", ma anche l'attualità mondana e non, commentati dalla voce di Maurizio Trombini (Lucignolo, "il dj della notte"). Il programma andava in onda principalmente in seconda serata, ma in estate veniva anticipato anche in prima serata. Vi collaboravano anche alcuni volti noti della televisione. Nel 2008, per scelta editoriale, il programma passò a Videonews.
- Meno di 30: rubrica sui giovani talenti.
- Mitici '80: rubrica del 2010 a cura di Irene Tarantelli, realizzata in collaborazione con NewsMediaset. Come si evince dal titolo, il programma trattava mode e tendenze degli anni ottanta. Era condotta da Sabrina Salerno.
- O di qua o di là: rubrica che proponeva un faccia a faccia tra due leader di partito politico nell'ultimo mese di campagna elettorale nel 1994. Venne condotta da Pialuisa Bianco.
- Rewind: settimanale della seconda serata del sabato dedicato ai casi di cronaca trasmesso nel 2008.
- Robin Hood: rubrica dedicata ai maltrattamenti sugli animali.
- Salviamo le forme: rubrica andata in onda all'interno dell'edizione diurna del sabato a partire dal 25 giugno 2011 fino al 28 maggio 2016. Condotta da Patrizia Caregnato in compagnia della personal trainer Marcella Capizzi, era una rubrica sui consigli per mantenersi in forma in casa o all'aria aperta. Alcune puntate erano dedicate all'insegnamento di pratici esercizi di autodifesa: in questo caso Patrizia Caregnato era affiancata da Italo Trentonzi. In altre ancora si affrontavano varie discipline con altri esperti.
- Studio Aperto 7: rotocalco in onda la domenica dalle 18:45 alle 19:30, dal 1º settembre al 22 dicembre 1991, che approfondiva l'episodio più significativo della settimana. Era condotta da Emilio Fede con la presenza di un ospite.
- Studio Aperto Live: rotocalco in onda dal 2006 al 2007 il sabato e poi il martedì in seconda serata, che approfondiva l'episodio di cronaca e di attualità più analizzato durante la settimana direttamente dal luogo in cui era avvenuto. Era condotta da Gabriella Simoni. Dal 21 ottobre 2019 è il nome dell'anteprima dell'edizione del TG delle 18:30.
- Studio Aperto Meteo: rubrica sulle previsioni del tempo curata dal Centro Epson Meteo, in onda dal 16 gennaio 1991 al 13 gennaio 2013; inizialmente la rubrica precedeva il notiziario, per poi andare in onda in coda e infine dopo il notiziario; dal 1999 al 2008 era trasmessa anche nell'intervallo dei film (poi sostituita da Meteo Mediaset). Nel 1993 il comico Enzo Braschi ideò una parodia della rubrica, intitolata UnoMeteo. Le musiche di sottofondo della rubrica furono Meteo, del gruppo Venegoni & Co, e successivamente 2001 Sottosotto A, realizzata da Roberto Colombo. Fu sostituita da meteo.it.
- Studio Life - Un mondo migliore: rotocalco settimanale del 2015 andato in onda il sabato alle 19:00 dedicato all'eco-sostenibilità, al rispetto della natura e ai temi green.
- Studio Sport: nato come pagina sportiva, se n'è in seguito distaccato divenendo programma autonomo.
- Tabloid: realizzato nel 2011 in collaborazione con Videonews, condotto dalle giornaliste Monica Gasparini, Silvia Carrera e Monica Coggi, il programma trattava casi di cronaca nera e rosa.
- Tutto in 1 notte: settimanale estivo dedicato al mondo dei giovani andato in onda fino al 2008.
- Tutti nel Pallone: a cura della redazione sportiva, andata in onda il lunedì all'interno della seconda parte dell'edizione delle 18:30.
- V'Insegno gli Europei: rubrica comica dedicata agli europei di calcio del 2004 condotta da Pino Insegno.
- Verso il voto: rubrica della seconda parte del TG che proponeva le dichiarazioni dei leader dei principali partiti politici nell'ultimo mese di campagna elettorale. Saltuariamente, è andata in onda fino al 2018 anche nello spazio notturno Studio Aperto - La giornata.

## Conduttori
Nei primi due decenni di vita, Studio Aperto era condotto, come tutti gli altri telegiornali italiani, sia da giornalisti uomini che da giornaliste donne. A partire da settembre 2010, con l’abbandono dei giornalisti Angelo Santoro, Fabio Tricoli e Luigi Galluzzo, Studio Aperto è diventato l'unico telegiornale italiano ad essere condotto esclusivamente da donne, un unicum nel panorama televisivo italiano.
Dal 14 settembre 2020 al 26 settembre 2022, tale caratteristica è venuta meno: in questo periodo, infatti, tra i conduttori si aggiunse Andrea Giambruno, già autore di diversi programmi Mediaset nonché all'epoca compagno di Giorgia Meloni, leader del partito politico Fratelli d'Italia. A seguito della vittoria della coalizione di centro-destra alle elezioni politiche italiane del 2022, Giambruno decise, assieme all'azienda, di rinunciare a condurre sia il telegiornale di Italia 1 che quelli in onda sulle altre reti Mediaset per una questione di opportunità. Il 16 gennaio 2023 Giambruno è tornato sui propri passi, entrando a far parte dei i conduttori di Diario del giorno, rubrica di approfondimento del TG4. Dal mese di marzo 2025 torna un conduttore di sesso maschile a Studio Aperto: Alan Patarga, già conduttore delle rubriche finanziarie di TG5 e TGcom24.

## Studi
Dal 1991 al 1999, Studio Aperto è andato in onda dallo studio 5 del Centro di produzione Mediaset di Cologno Monzese per poi trasferirsi nello studio 2 del Palazzo dei Cigni a Milano 2, dove si trovavano anche Striscia la notizia e la redazione centrale, condivisa da maggio 2012 a gennaio 2014 con il TG4. Dal 1º settembre 2016 al 28 novembre 2021, con la chiusura della sede Palazzo dei cigni MI2, è andato in onda dallo studio 3 di Cologno Monzese. Dal 29 novembre 2021 va in onda dallo studio 15, sempre a Cologno Monzese; lo studio precedente, tuttavia, viene ancora impiegato in casi eccezionali quando lo studio 15 è utilizzato in contemporanea dal canale all-news TGcom24 o da altre produzioni.

## Accoglienza
Dal settembre del 2012 al luglio del 2013 il dato medio dell'edizione delle 18:30 era di 1.014.000 spettatori e il 6,8% di share, mentre dal settembre del 2013 al luglio del 2014 il dato medio, sempre dell'edizione delle 18:30, era di 954.000 telespettatori e il 6,88% di share.

## Controversie
- Nel marzo 2006, prima delle elezioni politiche, l'Autorità per le Garanzie nelle Comunicazioni ha richiamato la testata, insieme con il TG4 di Emilio Fede, «ad assicurare la parità di trattamento alle coalizioni ed una più equilibrata presenza delle liste concorrenti» a causa della «non equilibrata presenza delle coalizioni e dei singoli partiti», deliberando una sanzione di 100.000 €[25].
- Nel corso degli anni, Striscia la notizia ha svelato ripetuti episodi in cui alcune notizie mostrate dal telegiornale si sono rivelate false o contenenti elementi errati a causa di una mancata verifica delle fonti oppure degli stessi giornalisti:
  - Durante il TG del 13 settembre 2006, andò in onda un servizio a firma di Anna Broggiato[26] (direttrice del telegiornale dal 2014 al 2019 e condirettrice dal 2019 al 2024) che riguardava il caso del ritrovamento, sul quaderno di un bambino, di un testo che è stato presentato dal telegiornale come un giuramento di obbedienza alla "legge del branco", a cui il bambino sarebbe stato obbligato durante il suo soggiorno in un orfanotrofio. In realtà il testo era quello della Promessa usata dagli scout AGESCI della categoria dei Lupetti, come denunciato dal programma di Ricci[27].
  - Il 20 maggio 2007, nell'edizione serale, venne trasmesso un servizio che mostrava quelli che secondo il TG erano una serie di trattamenti risanatori sul fango tramite percorsi a ostacoli diversi a seconda della necessità. Il programma di Ricci mostrò che in realtà si trattava di un provino, realizzato in collaborazione con l'Esercito Italiano, per il programma Donnavventura, come confermato dalle stesse donne protagoniste del filmato, le quali presero parte al servizio di Striscia[28].
  - Durante le proteste contro la riforma Gelmini del 18 ottobre 2008, il TG mostrò immagini di aule universitarie piene di studenti, sostenendo una scarsa adesione alle manifestazioni. Striscia dimostrò tuttavia che le foto erano state scattate il giorno precedente alle manifestazioni[29]. In questi casi, la redazione di Studio Aperto ha risposto accusando il telegiornale satirico, ma senza mai scusarsi né spiegare le ragioni dell'errore.
  - In occasione delle eccezionali nevicate che hanno investito il nord Italia durante i primi giorni del mese di gennaio 2009, il TG è stato trasmesso da postazioni esterne. Nonostante i collegamenti fossero presentati come svolti da diverse zone della città di Milano, in realtà i giornalisti Fabio Tricoli e Ida Barone si trovavano nella stessa strada, a pochi metri di distanza l'uno dall'altro (nella strada alle loro spalle si vedevano transitare gli stessi mezzi, prima in un'inquadratura e poi, dopo pochi secondi, nell'altra)[30]. Anche in questo caso la redazione ha sostenuto che quello di Striscia la notizia fosse un servizio il cui fine ultimo era "far ridere" e senza alcun nesso con la realtà, nonostante durante il servizio fosse stato dimostrato tutto con chiarezza.
  - Il 30 settembre 2009 è stato mostrato un video di un nubifragio, descritto come una ripresa amatoriale effettuata alle isole Samoa il giorno precedente, poco prima che uno tsunami devastasse l'arcipelago. È stato dimostrato che il video non era stato girato alle Samoa ma a Mestre, al Parco San Giuliano, e risaliva a ben due anni prima: mostrava infatti la tempesta scatenatasi sull'Heineken Jammin' Festival del 2007. Quelli che Stefania Cavallaro descriveva come turisti erano in realtà gli spettatori del concerto.
  - Il 17 febbraio 2009, giorno della pubblicazione delle motivazioni del processo Mills, l'inviato ha detto testualmente che "Berlusconi fu assolto"; in realtà la posizione processuale dell'allora Presidente del Consiglio era stata sospesa a causa del Lodo Alfano.

## Cultura di massa
Studio Aperto è spesso oggetto di numerose critiche a causa del taglio leggero dei suoi servizi e della scelta degli argomenti trattati, spesso ritenuti non adatti ad un telegiornale in onda su un'emittente generalista; soprattutto durante la direzione di Mario Giordano, oggetto di polemiche era la grande presenza di servizi dedicati al gossip, in cui comparivano ragazze e donne del mondo dello spettacolo che concedevano generosamente le proprie forme alle telecamere. Queste critiche spesso provengono da personaggi del mondo radio-televisivo, i quali sfruttano le caratteristiche di questo telegiornale per crearne parodie, ironizzando sul fatto che il telegiornale dia risalto a notizie frivole o di scarso interesse.
L'ex direttore Giordano, durante alcuni appuntamenti di discussione (ad esempio sul sito di TV Sorrisi e Canzoni) e in altre apparizioni televisive, ha più volte dichiarato di essere a conoscenza di queste critiche ed ironizzato al riguardo, affermando che l'impostazione del suo TG corrisponde a quello che, secondo la linea editoriale del canale, deve essere un programma di informazione rivolto ai giovani, che sono il target di Italia 1. Proprio dai giovani, però, arrivano spesso le critiche più dure, soprattutto attraverso forum, blog e social network; il caso più rilevante è quello del blog odiostudioaperto che quasi quotidianamente raccoglie le impressioni sull'edizione appena andata in onda ricevendo puntualmente centinaia di commenti da parte dei telespettatori.
Lo Zoo di 105, trasmissione radiofonica di Radio 105, dal 2006 incominciò a mandare in onda una parodia del telegiornale, chiamata Studio Chiuso: una voce femminile, quella della redattrice Letizia Puccioni, presentava una serie di titoli al limite dell'assurdo o basati su notizie assolutamente poco rilevanti, spesso riguardanti la vita personale di VIP o pseudo-VIP; al termine del sommario, la voce accennava a una notizia decisamente più grave e importante, ma che dopo pochi secondi veniva liquidata con un "Ma a me che me ne frega?". In questa parodia veniva presa in giro anche la figura del direttore Mario Giordano: l'imitazione, realizzata dal DJ Paolo Noise, lo rappresentava come un personaggio dall'aspetto e dai modi di fare infantili ed allo stesso tempo caratterizzato da una forte erotomania, intento a scegliere i servizi da trasmettere mentre fa merenda e gioca con le macchinine.
Un anno dopo (nel 2007), la trasmissione Quelli che il calcio aprì uno spazio durante il quale si parodiava il telegiornale di Italia 1; sempre durante la trasmissione il DJ di Radio Deejay Albertino interveniva sporadicamente, imitando la voce fuoricampo che caratterizza la trasmissione Lucignolo.
Nella stagione 2010-2011 Quelli che il calcio lancia una nuova parodia, intitolata TG Stadio 1 Aperto e condotta da Francesca Macrì: caratteristica comune a tutti i servizi è la presenza di una ragazza dal seno prosperoso costantemente inquadrato dalla telecamera.

## Direttori
| Nome           | Inizio carriera   | Fine carriera    | Note       |
| -------------- | ----------------- | ---------------- | ---------- |
| Emilio Fede    | 16 gennaio 1991   | 31 maggio 1992   |            |
| Emilio Fede    | 1º giugno 1992    | 3 novembre 1993  | ad interim |
| Paolo Liguori  | 4 novembre 1993   | 23 novembre 2000 |            |
| Mario Giordano | 24 novembre 2000  | 10 ottobre 2007  |            |
| Mario Giordano | 1º settembre 2009 | 21 febbraio 2010 |            |
| Giorgio Mulè   | 11 ottobre 2007   | 31 agosto 2009   |            |
| Giovanni Toti  | 22 febbraio 2010  | 26 gennaio 2014  |            |
| Anna Broggiato | 27 gennaio 2014   | 16 giugno 2019   |            |
| Andrea Pucci   | 17 giugno 2019    | in carica        |            |